# Concord (computerspel)
Concord was een multiplayer first-person hero shooter, ontwikkeld door Firewalk Studios en uitgegeven door Sony Interactive Entertainment. Het spel werd op 23 augustus 2024 uitgebracht voor PlayStation 5 en Windows, maar werd al op 6 september 2024 offline gehaald vanwege tegenvallende verkoopcijfers. Alle verkochte exemplaren werden terugbetaald. Als vervolg kondigde Sony op 29 oktober 2024 de sluiting van Firewalk Studios aan.

## Verhaal
Het spel speelde zich af in een retrofuturistische sci-fi-wereld waarin mensen en mensachtige aliens samenleefden. Het verhaal draaide om conflicten tussen teams van huurlingen in een gebied van de melkweg genaamd "The Wilds". Dit gebied werd gecontroleerd door de megacorporatie "The Guild", terwijl een groep onafhankelijke smokkelaars en huurlingen, de "Freegunners", die zowel samenwerkten als onderling streden om hun eigen belangen veilig te stellen.

## Spelverloop
Concord was een online PvP-shooter waarin spelers in teams van vijf als verschillende menselijke en buitenaardse personages vochten. Elk personage had unieke vaardigheden, zoals een verhoogde sprong of verbeterde schadebestendigheid. Het spel bevatte zes spelmodi, waaronder varianten van team deathmatch, king of the hill en een modus waarin spelers vrachtkisten moesten verzamelen. Bij de release waren er zestien speelbare personages, met plannen voor gratis post-release updates en wekelijkse cutscenes over de personages en het verhaal.

## Ontwikkeling en uitgave
Firewalk Studios, opgericht in 2018, begon de ontwikkeling van Concord in samenwerking met moederbedrijf ProbablyMonsters. Sony Interactive Entertainment nam de studio in april 2023 over. Het spel werd officieel aangekondigd tijdens de PlayStation Showcase op 24 mei 2023. Een beta in juli 2024 trok weinig spelers, en de uiteindelijke release op 23 augustus 2024 werd commercieel een mislukking.
Volgens ontwerper Jon Weisnewski was de game acht jaar in ontwikkeling. Journalist Colin Moriarty beweerde dat de productiekosten $400 miljoen bedroegen, maar dit werd door verschillende PlayStation-ontwikkelaars betwist. Sony had gehoopt van Concord een grote franchise te maken, maar interne problemen en een gebrek aan kritische feedback droegen bij aan de mislukking.

## Ontvangst
Concord ontving gemengde recensies van critici. Het spel kreeg vaak kritiek op de uitvoering en het gebrek aan diepgang. Terwijl sommige recensenten het spel als goed beschouwden, werd de trage bewegingssnelheid, inspiratieloze leveldesigns en de algehele verouderde uitstraling vaak bekritiseerd. Ook de prijs werd door sommigen als te hoog ervaren, waarbij spelers werd geadviseerd te wachten op een aanbieding via abonnementsdiensten zoals PlayStation Plus. Het karakterontwerp werd eveneens als inconsistent beoordeeld, met personages die visueel onder- of overontworpen leken.
Verkoopcijfers waren desastreus. Op Steam haalde de game bij lancering slechts 700 gelijktijdige spelers, vergeleken met 400.000 voor Helldivers II dat eerder dat jaar verscheen. Een week later stond Concord op de 40e plaats in de PlayStation Store, met slechts 162 gelijktijdige spelers op Steam. Naar schatting werden in totaal slechts 25.000 exemplaren verkocht.

## Nasleep
Op 3 september 2024 kondigde Sony aan dat Concord offline zou worden gehaald en dat alle aankopen werden terugbetaald. De servers gingen definitief offline op 6 september. Concord werd daarmee een van de kortst bestaande online games ooit, met slechts veertien dagen actieve dienst. Het spel werd gezien als een van de grootste mislukkingen in de geschiedenis van computerspellen.
In oktober 2024 sloot Sony Firewalk Studios volledig. Ondanks de mislukking werd het spel later verwerkt in een aflevering van de Amazon Prime Video-serie Secret Level, die op 17 december 2024 werd uitgebracht.